# Honiatyczki
Honiatyczki – wieś w Polsce położona w województwie lubelskim, w powiecie hrubieszowskim, w gminie Werbkowice.
W latach 1975–1998 miejscowość administracyjnie należała do województwa zamojskiego. Według Narodowego Spisu Powszechnego (III 2011 r.) wieś liczyła 243 mieszkańców.
Wieś stanowi sołectwo gminy Werbkowice. Według Narodowego Spisu Powszechnego z roku 2011 wieś liczyła 243 mieszkańców i była cznernastą co do liczby ludności miejscowością gminy.
Wierni Kościoła rzymskokatolickiego należą do parafii Wniebowzięcia Najświętszej Maryi Panny w Honiatyczach.

## Części wsi
| SIMC    | Nazwa      | Rodzaj    |
| ------- | ---------- | --------- |
| 0904925 | Haczyska   | część wsi |
| 0904931 | Konopnisko | część wsi |
| 0904948 | Mogiła     | część wsi |
| 0904954 | Wypalanka  | część wsi |

## Historia
Według Słownika geograficznego Królestwa Polskiego z roku 1882 Honiatyczki stanowiły wieś w ówczesnym powiecie tomaszowskim, gminie Kotlice, parafii Tyszowce, około 1882 było tu  32 domów zamieszkałych przez 306 mieszkańców w tym 127 osób wyznania rzymskokatolickiego. Gruntów było:  311 mórg roli ornej, 308 mórg łąk, grunta płaskie, gleba popielatka, ludność rolnicza. 
Dwór na ziemi folwarcznej posiadał 501 mórg roli ornej oraz 184 mórg łąk, była to własność Wacława Swieżawskiego. Na gruntach Honiatyczki znajdują się na dwa kurhany, pamiątki z najazdu Szwedów za czasów Jana Kazimierza i konfederacji tyszowieckiej. Według spisu z roku  1827 było tu 45 domów i 384 mieszkańców.